# 横山淑夫
横山 淑夫（よこやま よしお、1920年1月2日 - 2005年6月17日）は、日本の経営者。カルピス食品工業(現在のアサヒ飲料)社長を務めた。東京都出身。

## 経歴
1938年に早稲田実業学校を卒業し、同年に大阪商船に入社。1950年にカルピス食品工業に転じ、1969年2月に取締役に就任し、1973年2月に常務、1976年3月に専務を経て、1978年2月に副社長に就任し、1981年3月から1985年3月までに社長を務めた。
2005年6月17日肺癌のために死去。85歳没。